# Розшарування Гопфа

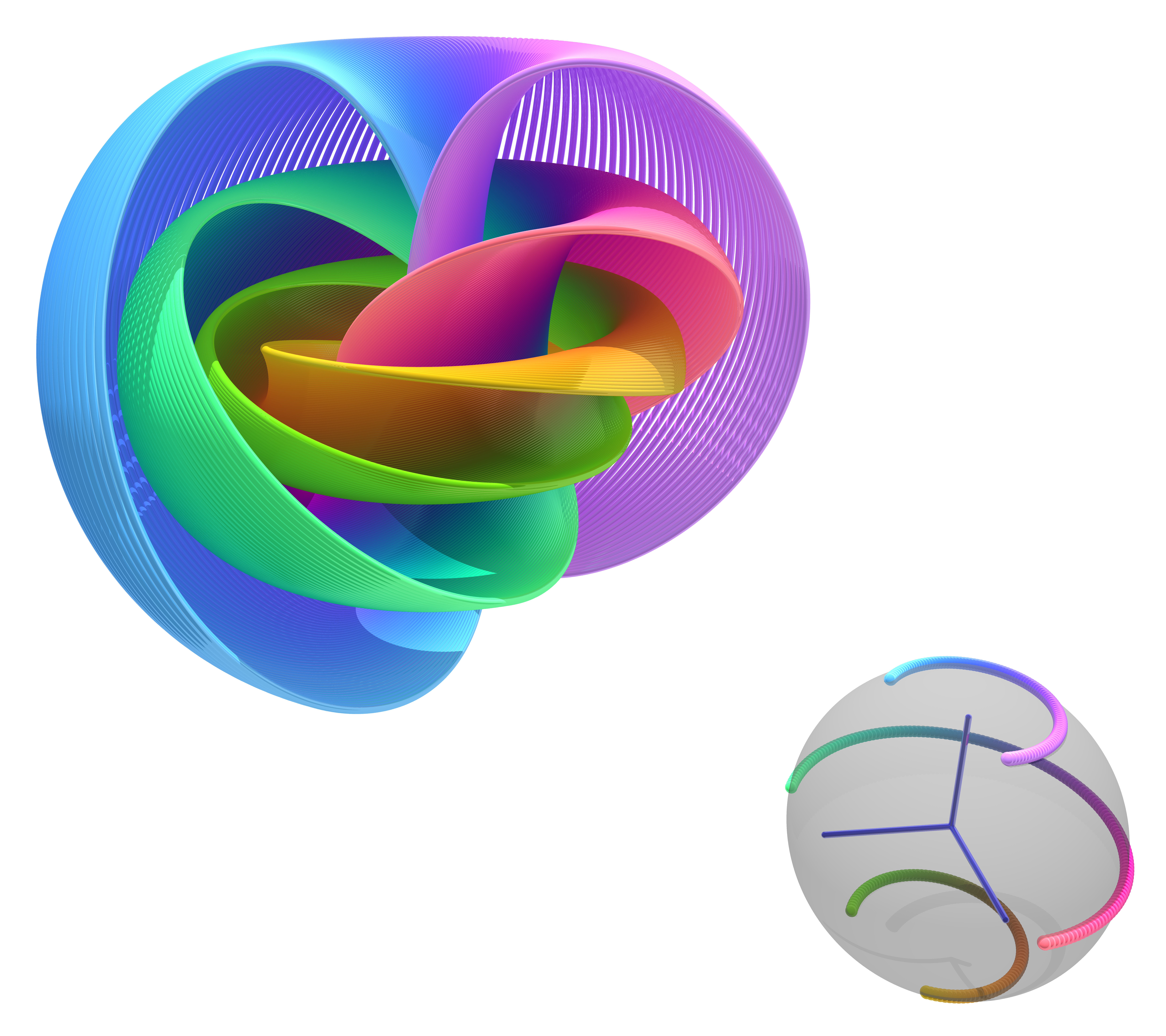
Розшарування Гопфа графічно представлено як узагальнена стереографічна проєкція на. Рисунок показує однаковим кольором точки на (праворуч) і відповідні їм шари-кола на стереографічній проєкції (ліворуч).

Розшарування Гопфа — приклад локально тривіального розшарування тривимірної сфери над двовимірною з шаром-колом:
{\displaystyle S^{1}\hookrightarrow S^{3}{\xrightarrow {\ p\,}}S^{2}}.
Розшарування Гопфа не є тривіальним. Є також важливим прикладом головного розшарування.
Одним з найпростіших способів завдання цього розшарування є представлення тривимірної сфери {\displaystyle S^{3}} як одиничної сфери в {\displaystyle \mathbb {C} ^{2}}, а двовимірної сфери {\displaystyle S^{2}} як комплексної проєктивної прямої {\displaystyle \mathbb {C} P^{1}}. Тоді відображення:
{\displaystyle p:(z_{1},z_{2})\mapsto (z_{1}:z_{2})}
і задає розшарування Гопфа. При цьому шарами розшарування будуть орбіти вільної дії групи {\displaystyle S^{1}}:
{\displaystyle \theta :(z_{1},z_{2})\mapsto (\theta z_{1},\theta z_{2})},
де коло представлена як множина одиничних за модулем комплексних чисел:
{\displaystyle S^{1}=\{\theta \mid \theta \in \mathbb {C} ,\,|\theta |=1\}}.